# 200년

## 연호
- 후한(後漢) 건안(建安) 5년

## 기년
- 후한(後漢) 헌제(獻帝) 12년
- 신라(新羅) 내해 이사금(奈解泥師今) 5년
- 고구려(高句麗) 산상왕(山上王) 4년
- 백제(百濟) 초고왕(肖古王) 35년

## 사건
- 음력 7월, 태백성(太白星)이 낮에 보이고, 떨어지는 서리가 풀을 죽였다.
- 음력 9월 경오(庚午)일 그뭄, 신라에서 일식이 관측되었다.
- 음력 9월, 신라는 알천에서 크게 사열(査閱)하였다.

## 탄생
- 로마의 33대 황제 발레리아누스
- 기독교의 주교 키프리아누스
- 로마 제국의 황제 타키투스

## 사망
- 동승(董承)
- 문추(文醜)
- 손책(孫策)
- 수원진(眭元進)
- 순우경(淳于瓊)
- 안량(顔良)
- 여위황(呂威璜)
- 저수(沮授)
- 전풍(田豊)
- 조예(趙叡)
- 한거자(韓莒子)

## 참고 문헌
- 김부식 (1145), 《삼국사기》 〈권2〉 내해 이사금 조(條)